# قلعه پسر
قلعه پسر مربوط به دوره ساسانیان است و در شهرستان خوسف، روستای مرغوک واقع شده و این اثر در تاریخ ۲۳ شهریور ۱۳۸۲ با شمارهٔ ثبت ۱۰۱۹۰ به‌عنوان یکی از آثار ملی ایران به ثبت رسیده‌است.